# Mobing
Móbing (izvirno angleško mobbing) oz. trpinčenje/šikaniranje/izživljanje na delovnem mestu je tujka za neetično, ponižujočo in sovražno komunikacijo med sodelavci ali med podrejenimi in nadrejenimi v obliki psihičnega nasilja na delovnem mestu, ko oseba ali večja skupina oseb psihično zlorablja posameznika in ga spravlja in ohranja v položaju nemoči. Da lahko psihično nasilje označimo kot mobing, se mora vedenje pojavljati daljše časovno obdobje (vsaj šest mesecev) v pogostih intervalih (vsaj enkrat tedensko).

## Izvor izraza mobing
Besedi trpinčenje v slovenskem prevodu je najbližji angleški pojem mobbing. Izraz mobing izhaja iz latinščine (mobile vulgus) in pomeni nebrzdano množico, drhal. »To mob« v angleščini pomeni napadati oz. nadlegovati v skupini. Za razliko od angleške različice mobinga, kjer gre izključno za množično trpinčenje osebe, se v slovenskem jeziku izraz uporablja tudi ko nekoga nadleguje le ena oseba. Ponekod se kot sinonim za mobing uporablja beseda bullying, ki pa se v ZDA uporablja za trpinčenje med vrstniki šolske populacije. V Sloveniji zasledimo delno poslovenjen izraz mobing, delovna zakonodaja pa uporablja izraz trpinčenje
Zasledimo lahko tudi termina »bossing« in »staffing«, kjer gre pri prvem za neprimerno komunikacijo nadrejenih, drugi pa označuje ravnanja zaposlenih za izključitev nadrejenega. Oba izraza pa sta podpomenki mobinga.

## Definicija trpinčenja
Pojem mobing je leta 1984 prvi uporabil nemški industrijski psiholog in medicinski znanstvenik Heinz Leymann, ki je tudi prvi postavil definicijo mobinga: »Mobing v delovnem okolju vključuje sovražno in neetično komunikacijo enega ali več posameznikov, sistematično in najpogosteje usmerjeno proti enemu posamezniku, ki je zaradi mobinga porinjen v nemočen položaj, kjer nima zaščite in kjer tudi ostaja zaradi stalnih dejanj mobinga. Ta dejanja so zelo pogosta, najmanj enkrat na teden, in v daljšem obdobju, najmanj šest mesecev. Zaradi visoke pogostosti in dolgega trajanja sovražnega obnašanja se mobing kaže v znatnih duševnih, psihosomatskih in socialnih problemih.«
Slovenska definicija mobinga pa je nastala s strani Iniciativne skupine za preprečevanje mobinga, ob tem pa so se naslanjali na Evropsko socialno listino, preučili pa so tudi številne tuje opredelitve:
»Mobing/trpinčenje na delovnem mestu je vsako ponavljajoče se ali sistematično in dolgotrajno graje vredno ali očitno negativno, nehumano, neetično, žaljivo verbalno ali neverbalno dejanje ene ali več oseb na delovnem mestu ali v zvezi z delom, na vseh hierarhičnih ravneh in v vseh smereh. Usmerjeno je proti drugi osebi ali več osebam in povzroča socialno izključevanje ali ogroža psihično, fizično ali socialno zdravje in varnost ter ga žrtve razumejo kot zatiranje, poniževanje, ogrožanje ali žaljenje dostojanstva pri delu. Posamični primeri negativnega vedenja kot ga opisuje definicija, lahko prav tako pomenijo napad na dostojanstvo na delovnem mestu, vendar jih kot enkratne incidente ne moremo šteti med trpinčenje na delovnem mestu.«

## Vrste mobinga
Poznamo več vrst mobinga, glede na smer delovanja in izvajanja mobinga ločimo med horizontalnim, vertikalnim ter zunanjim mobingom.

### Horizontalni mobing
Horizontalni mobing je mobing med zaposlenimi, sodelavci, ki so na enakem delovnem položaju. Različne situacijo, kot so npr. ogroženost, ljubosumje ali zavist, lahko pri posamezniku vzbudijo potrebo po odstranitvi sodelavca iz organizacije. Lahko pa se tudi celotna skupina zaposlenih spravi na eno osebo, na kateri želijo dokazati, da so boljši oz. sposobnejši. Lahko pa se tudi skupina sodelavcev spravi na drugo skupino v podjetju.

### Vertikalni mobing
K vertikalnem mobingu pa spadajo situacije, kjer se mobing izvaja na lestvici od zgoraj navzdol ali pa od spodaj navzgor, kaže pa se v treh oblikah: 
- Nadrejeni izvaja mobing nad podrejenim.
- Nadrejeni izvaja mobing nad enim podrejenim, nato nad drugim in tako naprej, dokler ne razdre celotne skupine. Taki obliki rečemo tudi strateški mobing oz. s tujko bossing.
- Skupina sodelavcev izvaja mobing nad nadrejenim z namenom odstraniti ga s položaja.

Navadno se mobing izvaja v organizaciji, lahko pa napadalec prihaja tudi od zunaj. Tukaj gre za zunanji mobing oz. mobing od zunaj. O takšni obliki mobinga pogosto poročajo v šolstvu, kjer so napadalci starši otrok, žrtve pa učitelji; zdravstvu, kjer so žrtve zdravstveni delavci, napadalci pa po navadi svojci bolnikov; sodstvu, kjer so žrtve bodisi sodno osebje bodisi tožeča stranka, napadalci pa obtoženi ali pa svojci le teh. Lahko pa se zunanji mobing pojavi tudi med osebami, ki delujejo na relaciji podjetje – dobavitelji, kjer je lahko predstavnik podjetja ali dobavitelja tako žrtev kot napadalec, še bolj pa so taki primeri pogosti pri daljših poslovnih razmerjih. Omeniti pa velja tudi e-mobing, ki predstavlja novo obliko nasilja in s tem nevarnosti za poslovanje. Lahko se izkazuje kot namerno pošiljanje virusno okuženih datotek, vdiranje v različne sisteme, spreminjanje šifer brez vnaprejšnjega opozorila, nedovoljeno kopiranje datotek, spremembe osebnih nastavitev brez dovoljenja, ipd. K tej vrsti mobinga pa uvrščamo tudi neprimerno spletno komuniciranje med osebami, ki so v isti skupini. Lahko se kaže kot pošiljanje povratnega sporočila več sodelavcem, namesto le pošiljatelju, pogosto pa se zgodi tudi, da pošiljatelj pošlje sporočilo drugemu prejemniku z vso zgodovino e-pošte o neki temi. Lahko pa pošiljatelj prejemniku pošlje navodila za izvedbo neke naloge, ki mora biti opravljena še isti dan, ob tem pa predvideva, da prejemnik pošte ne bo prebral pravočasno in tako delo ne bo opravljeno ali pa mu sporočilo pošlje npr. v petek pozno popoldne z navodilom, da morajo biti naloge opravljene do ponedeljka. S tem žrtvi več kot očitno povzroča slabo voljo, stres med vikendom, ipd.

## Pojavnost
Mobing se pojavlja vsepovsod. 
Pogost vzrok nastanka je nezmožnost ali neznanje reševanja problemov, slabo vodenje zaposlenih, pomembno vpliva pa tudi subjektivni vidik posameznika/ov.
Mobing se je pri nas pojavil šele pred nekaj leti, sedaj pa je postal eden izmed pomembnejših obravnavanih tem v medijih. 
V letu 2005 naj bi bilo mobingu izpostavljenih v povprečju 5 % evropskih delavcev. Delež je najvišji na Finskem, kjer znaša 17 %, sledi ji Nizozemska z 12 %, najmanj mobinga pa se pojavlja v Italiji in Bolgariji, kjer je med žrtvami okoli 2 % vseh zaposlenih delavcev. V Sloveniji so v začetku leta 2009 opravili prvo nacionalno raziskavo o pojavu mobinga v Sloveniji. Anketiranje je na reprezentativnem vzorcu polnoletnih prebivalcev Slovenije izvedel Center za raziskovanje javnega mnenja. Po omenjeni raziskavi je 10,4 odstotka zaposlenih doživelo eno ali več oblik trpinčenja na delovnem mestu v zadnji polovici leta pred raziskavo. Delež prič oz. ljudi, ki pravijo, da so trpinčenje opazili je 18,8 odstoten, torej več ljudi meni, da so trpinčenje videli, kakor ga zaznali pri sebi. Če govorimo o trpinčenju na delovnem mestu strogo po definiciji (torej večkrat tedensko v obdobju 6 mesecev) pa je bilo podvrženih mobingu 1,5 odstotka ljudi. Trpinčenje na delovnem mestu v zadnjih 5 letih pa je doživelo 19,5 odstotka sodelujočih.
Najpogostejši izvajalci mobinga so nadrejeni do svojih podrejenih. 81 odstotkov vprašanih je dejalo, da so nad njimi izvajali mobing nadrejeni, 33 odstotkov, da so jih trpinčili sodelavci, 14,9 odstotkov podrejeni, 17 odstotkov pa, da so jih trpinčile stranke oz. študenti. Glede na številke lahko rečemo, da je izvajalcev mobinga več, zaposleni pa so na različnih organizacijskih ravneh. Raziskava je pokazala tudi, da so pogosto mobingu podvržene cele delovne enote. Pogostejše žrtve pa so ženske (63 % vprašanih), prav tako pa je večja možnost mobinga v večjih organizacijah in v predelovalni industriji. Odstotek trpinčenja pa je visok tudi v zdravstvu in socialnem varstvu (12,8 %) ter finančnem posredništvu in javni upravi (10, 3 %). 
Po raziskavi sodeč, so najpogostejše vrste trpinčenja:
- pretirana delovna obremenitev
- širjenje govoric
- opravljanje nalog pod ravnjo zmožnosti
- zadrževanje informacij, povezanih z delom
- odvzem odgovornosti na ključnih področjih
- žaljenje in neprijetno komentiranje osebnosti
- poniževanje oz. posmehovanje, povezano z delom
- neupoštevanje mnenj oziroma pogledov posameznika

## Oblike trpinčenja
Glede vrste napada lahko oblike mobinga razvrstimo v pet skupin:
- Vedenje, ki predstavlja napad zoper izražanje in komuniciranje žrtve (npr. omejevanje možnosti izražanja, prekinjanje govora, kričanje, zmerjanje, kritiziranje dela ali osebnega življenja, izrekanje nejasnih pripomb, grožnje, odklonilne ali zastraševalne gest, izmikanje neposrednim stikom)
- Vedenje, ki predstavlja napad na osebo kot socialno bitje in ogroža socialne stike žrtve. Tako vrsto nadlegovanja lahko prepoznamo po tem, ko se z napadeno osebo nihče več ne pogovarja, jo ignorirajo, premestijo v delovne prostore stran od drugih sodelavcev, ali pa imajo sodelavci celo prepoved govoriti z žrtvijo.
- Napadi, ki ogrožajo osebni ugled žrtve, kjer najdemo npr. obrekovanje, širjenje neresničnih govoric, dvom v poslovne odločitve žrtve, norčevanje iz morebitnih telesnih hib ipd.
- Napadi zoper kakovosti delovnega mesta, kjer žrtev ne dobiva več delovnih nalog ali pa dobiva nesmiselne delovne naloge, pretežke naloge ali pa se celo poškoduje delovno mesto napadene osebe.
- Napadi zoper zdravje, ki se kažejo v tem, da oseba dobiva za zdravje škodljive naloge ali pa se nad njo izvaja fizično nasilje, lahko pa pride tudi do namernega povzročanja psihične škode.

## Prepoznavanje pojava
Ker se mobingu v današnjem času ne da izogniti, je pomembno, da ga znamo prepoznati. Osredotočamo se na zgoraj navedene oblike ravnanja in na tedensko pojavljanje vsaj pol leta. 

Po teh kriterijih si lahko zaposleni pomagajo z ugotovitvijo, ali so res žrtve mobinga. Najhujša oblika je seveda spolno nadlegovanje, ki ga dandanes žal doživlja vse več žensk, izključeni pa niso niti moški.

## Procesne faze
Navadno pri razvoju mobinga sledimo štirim fazam, ki si sledijo od konflikta, psihoterorja, disciplinskih ukrepov in nazadnje v primeru, da se težave ne rešijo, do konca delovnega razmerja.

### Konflikt
Sam proces mobinga se večinoma začne s konfliktom. Lahko je le ta odkrit, največkrat pa je prikrit, tako da je žrtvi pogosto vzrok za ravnanje napadalca pogosto neznan. Zaostrovanje konflikta in neracionalno, nepravočasno reševanje le tega lahko vodi v mobing, ni pa nujno, da se vsak konflikt razvije v mobing.

### Psihoteror
Druga faza mobinga je psihoteror. Konflikt, ki ni bil razrešen že v prvi fazi, ali pa je bil potisnjen v ozadje, se sprevrže v vse pogostejše napade na žrtev. Po navadi se v tej fazi žrtev iz prej priljubljenega položaja v očeh sodelavcev, prevesi v izobčenca, s katerim nihče noče imeti opravka. Tudi sodelavci postanejo neprijazni, nesramni, … Napadena oseba tako ne more več navezovati in ohranjati normalnih odnosov na delovnem mestu in posledično vse bolj izgublja občutek varnosti.

### Disciplinski ukrepi
Žrtev zaradi psihičnega pritiska pri delu kmalu postane manj zbrana, pogosto pa dela tudi več napak. Vse več je bolniških odsotnosti. Nadrejeni (v primeru, da ni on izvajalec mobinga) je sedaj primoran ukrepati. Disciplinski ukrepi pa si sledijo od ustnega opomina pa vse do disciplinskega postopka.

### Konec delovnega razmerja
Če mobing ni bil opažen oz. sankcioniran pravočasno, v četrti fazi sledi konec delovnega razmerja. Večina žrtev mobinga kar sama zapusti organizacijo, veliko pa jih tudi privoli v sporazumno prekinitev delovnega razmerja.

## Vzroki za nastanek
Med najpogostejše vzroke bi lahko šteli nejasno vodenje in nejasne pristojnosti, preveč ali premalo dela, neustrezno organizacijo dela, slabo vodenje, nesposobnost razreševanja konfliktov ipd. Kot najpomembnejši vzrok lahko navedemo organizacijske dejavnike, ne smemo pa pozabiti na značilnosti tako žrtve kot napadalca. Torej lahko del vzrokov za nastanek mobinga pripišemo organizaciji oz. podjetju, del pa posamezniku.

## Posledice mobinga

### Za podjetje
Mobing vsekakor pusti negativne posledice za podjetje. Napetost med zaposlenimi, nemotiviranost za delo, nezadovoljstvo v podjetju, slabi odnosi z nadrejenimi, sodelavci ali podrejenimi so dejavniki, ki lahko močno vplivajo na delovno klimo v podjetju. Posledično se zmanjša delovna storilnost, zaposleni naredijo manj kot bi, če bi imeli ugodne odnose, kakovost njihovega dela se občutno zmanjša. Zmanjša se tudi motivacija in inovativnost zaposlenih, povečajo pa se bolniške odsotnosti in fluktuacija, kar dodatno finančno in organizacijsko bremeni organizacijo. Omeniti pa velja še ugled organizacije, saj lahko različni pravdni postopki, mediji, ipd. zelo negativno vplivajo nanj, hkrati pa so taki postopki po navadi zelo dragi.

### Za žrtev
Žrtve mobinga so pod visokim stresom, ki je lahko kasneje tudi povod za razne fiziološke in /ali psihološke težave. V začetni fazi mobinga so najpogostejši glavoboli, prebavne motnje, bolečine v sklepih, splošno slabo fizično počutje, pojavijo se lahko tudi težave s spanjem in nočne more, težave s koncentracijo, sprememba apetita, napadi joka, potrtost in obup, strah in tesnoba, agresivno vedenje ipd. Kasneje lahko te težave prerastejo tudi v hujše oblike anksioznosti ali depresije, razvije pa se lahko tudi posttravmatska stresna motnja.
Poleg psihičnih težav pa velja omeniti tudi ekonomske težave žrtve. Zaposleni je zaradi morebitne bolniške odsotnosti prikrajšan za del plače, ob odpovedi delovnega razmerja pa je situacija še hujša, saj ostane oseba brez rednega dohodka. V primeru družine pa je situacija za zaposlene še mnogo težja . Končna posledica za žrtev je lahko izstop iz delovnega trga, saj je vstop v novo delovno okolje lahko zaradi telesne ali duševne oškodovanosti otežen ali celo nemogoč.

### Za družbo
Posledice mobinga za družbo se kažejo predvsem v višjih stroških zdravstvenega in invalidskega varstva, saj se višajo bolniške odsotnosti, višja pa je tudi trajna stopnja nesposobnosti ali/in invalidnosti državljanov. Slabšajo se tudi celotni družbeni odnosi, saj se lahko oslabljeni odnosi v organizacijah širijo tudi na celotno družbo. Vse več ljudi tudi vse manj zaupa v družbene strukture, slabša pa se tudi družbeni dogovor, saj se osebe in tudi institucije v družbi, ki dovoljuje psihično nasilje na delovnem mestu, vse težje dogovarjajo in medsebojno sodelujejo. Navsezadnje pa mobing vpliva tudi na izgube vrednot v družbi, prav tako pa se slabi ugled celotne države.

## Pravna ureditev
Navedeni so nekateri pravni vidiki, ki jih je potrebno upoštevati, da ne pride do kršenja človekovih pravic preko mobinga oz. trpinčenja na delovnem mestu.
Direktiva iz Sveta Evrope iz leta 1989 V 5. členu določa, da je delodajalec dolžan poskrbeti za varnost in zdravje na vseh področjih, ki so v zvezi z delom.
Ustava Republike Slovenije določa dolžnosti države za zaščito posameznika. Po 34. členu »ima vsakdo pravico do osebnega dostojanstva in varnosti«.
Zakon o delovnih razmerjih:
- 41. člen določa, da »mora delodajalec zagotavljati delavcu delo, za katero sta se stranki s pogodbo o zaposlitvi dogovorili, in ne katerokoli delo. Prav tako mora delodajalec delavcu zagotoviti vsa potrebna sredstva in delovni material, ki jih delavec potrebuje, da lahko nemoteno izpolnjuje svoje obveznosti«.
- 44. člen določa, da »mora delodajalec varovati in spoštovati delavčevo osebnost in ščititi njegovo zasebnost«.
- 45. člen zagotavlja varovanje dostojanstva delavca pri delu in pred spolnim nadlegovanjem.

S spremembo Zakona o delovnih razmerjih je bila v členu 6.a uvedena pravna osnova za prepoved trpinčenja: prepoved spolnega in drugega nadlegovanja ter trpinčenja na delovnem mestu.